# Irene Skliva
Irene Skliva (em grego: Ειρήνη Σκλήβα - 04 de abril de 1978, Atenas) - é uma modelo e rainha da beleza da Grécia que venceu o concurso Miss Mundo 1996. 
Ela foi a primeira e única de seu país a vencer este concurso. 

## Biografia
Irene era modelo desde jovem. "Foi criada numa família de pessoas comuns, mas ela sempre teve jeito de dizer "não", ao mesmo tempo em que vários de seus colegas diziam "sim" a tudo. Na década de 1990, quando o dinheiro começou a fluir em abundância e o pagamento das modelos era alto, ela se coroou inicialmente como Miss Grécia e um pouco mais tarde Miss Mundo, o que a levou ao topo. Alguns dizem que poderia ter ganhado milhões, mas ela provou ser muito seletiva, especialmente quando se tratava de fotografias de nudez. Ela nunca foi fotografada nua e nem mesmo de topless", escreveu a Tromaktiko em dezembro de 2018. 
Foi apresentada a Nikos Hydiroglou, que se tornou seu marido por 16 anos e com quem teve uma filha, por uma amiga, tendo ele a pedido em casamento em 2001, nas Maldivas, segundo a Tromaktiko. O casal se separou no final de 2017. 

## Participação em concursos de beleza
No Miss Grécia 1996 (Star Hellas), ela ficou em segundo lugar, recebendo o título de Miss Hellas, o que lhe deu o direito de participar do Miss Mundo. 
Irene tinha 18 anos quando venceu o Miss Mundo 1996, concurso realizado no dia 22 de novembro de 1996, em Bangalore, Índia, e que teve um total de 88  concorrentes.  

## Vida após os concursos de beleza
Segundo o jornal britânico Express, ela foi capa de diversas revistas e uma celebridade em seu país após ter sido Miss Mundo. 
"23 anos depois, continua uma bela mulher", escreveu o Page News em 2019. 
Foi casada com Nikos Hydiroglou, do qual se separou em 2017. "Ela teve que mudar tudo em sua vida e recomeçar com sua filha de 15 anos, Maritina", escreveu o Irafina. A imprensa grega também mencionou que o divórcio havia acabado em disputa judicial e ela havia tido que deixar a casa onde o casal vivia, em Voula. As publicações também escreveram que após 16 anos longe da vida pública, ela pretendia voltar à vida profissional, não como modelo, mas tentando uma carreira na TV.   

## Curiosidade
Em 2014 foi apontada pelo Express como uma das cinco (5) Miss Mundo mais bonitas da história. 
Em 2016 foi apontada pelo India Times umas das dez (10) Miss Mundo mais bonitas da história. 